# فلپهم
فلپهم (به انگلیسی: Felpham) یک روستا و محله مدنی در بریتانیا است که در Arun واقع شده‌است. فلپهم ۴٫۲۶ کیلومتر مربع مساحت و ۹٬۷۴۶ نفر جمعیت دارد.